# Euastacus eungella
Euastacus eungella é uma espécie de crustáceo da família Parastacidae.
É endémica da Austrália.